# Хворостинин, Иван Михайлович
Князь Иван Михайлович Хворостинин по прозванию «Хобердинский» (ум. 1571) — русский военный и государственный деятель, сын боярский, голова, воевода и окольничий во времена правления Ивана IV Васильевича Грозного.
Из княжеского рода Хворостинины. Потомок ярославских удельных князей. Старший сын ухорского князя Михаила Васильевича Хворостины, родоначальника князей Хворостинины. Имел младшего брата, князя Михаила Михайловича.

## Биография
В 1537 году князь Иван Михайлович Хворостинин был отправлен из Владимира в Муром в чине стрелецкого головы "за городом быти". В следующем 1538 году в чине стрелецкого головы переведен в Большой полк под командованием князя Михаила Ивановича Кубенского на южнорусской границе, на берегу по реке Осётр.
В 1540 году назначен первым воеводой сторожевого полка в Рязань, затем год был вторым воеводой в Туле, где руководил обороной южных русских границ от нападений крымских татар и ногайцев. Своими смелыми и энергичными распоряжениями обратил на себя внимание великого князя и будущего царя Ивана Васильевича Грозного. В 1543 году «по крымским вестям» был отправлен в Калугу первым воеводой Сторожевого полка. В 1544 году первый воевода в Галиче, а с марта переведён вторым воеводой седьмого полка войск правой руки и отправлен в Казанский поход. В 1546 году второй воевода в Туле, затем в 1547 году переведен в этой же должности в Калугу. В 1548 году князь Иван Михайлович Хворостинин, назначенный «приставом» при астраханском царевича Ядыгаре, участвовал в первом походе царя Ивана Грозного на Казанское ханство. В 1550 году был назначен вторым послом для заключения перемирия с Великим княжеством Литовским и после возвращения в Москву отправлен на воеводство в Васильсурск. В октябре этого же года записан в первую статью московских дворян. В 1552 году князь Иван Михайлович, назначенный воеводой выборного полка, участвовал в осаде и взятии Казани русскими войсками под предводительством царя Ивана Васильевича Казани. В 1553 году, по завоевании Казани, воевода Сторожевого полка в возвратном походе из Казани, а по прибытии в Москву назначен третьим воеводой в Кадом, а с мая второй воевода войск левой руки в Коломне. На обратном пути к Новгороду из Казани, вместе с князем П.С. Серебряным пытался местничать с первыми воеводами своих полков князьями М.В. Глинским и М.М. Тучковым, но их оставили, приказав просто "быть в полку" у Глинского и Тучкова. В 1554 году отправлен первым воеводой Большого полка на западные русские границы, где отличился, за что царь Иван Грозный пожаловал ему чин окольничего и «золотой угорский». В 1555 году второй воевода войск левой руки в Коломне. В 1556 году находился при Государе в Серпухове против крымцев.
В 1558—1560 годах в походах с царём Шигалеем в Большом полку, участвовал в войне с Ливонским орденом, участвовал в боях с ливонскими рыцарями-крестоносцами, взял штурмом орденский замок Костер и участвовал в разорении предместьев многих ливонских городов (Алыста, Корелова, Бобана, Юрьева, Ракобора, Мухи, Конгуда, Лауса, Ругодева и Аксила) вплоть до Риги и Колывани. После с возвращения в Москву в 1562 году Иван Хворостинин был назначен третьим воеводой в Казань. В конце 1562 — начале 1563 года участвовал в царском походе на литовские владения и принимал участие во время осады и взятия Полоцка. В апреле 1554 года руководил Сторожевым полком, а после по другой росписи, первым воеводой войск левой руки в Калуге. В 1565 году второй воевода передового полка на берегу Оки.
В 1571 году воевода князь Иван Михайлович Хворостинин скончался, приняв монашество под именем Иосифа. Погребён в Троице-Сергиевой лавре.

## Семья
Оставил после себя четырех сыновей и двух дочерей:
- Дмитрий Хворостинин (ум. 1591) — талантливый русский военачальник, окольничий, опричник, боярин и воевода;
- Фёдор Хворостинин (ум. 1608) — рында, окольничий, опричник, боярин и воевода;
- Андрей Старко Хворостинин (ум. 1604) — опричник, дворянин московский и воевода;
- Пётр Хворостинин (ум. 1592) — дворянин московский, опричник, рында, окольничий и воевода;
- Мария Хворостинина — жена Бориса Замыцкого;
- Анастасия Хворостинина — жена князя Фёдора Пожарского.